# Срна
Срна (обична срна; лат. Capreolus capreolus) је животиња, која је распрострањена на подручју средње Европе и Азије.
Присутна је на подручју од Ладошког језера према Црном мору, где јој ареал заобилази степе и скреће према Балкану. Западна граница простирања ове врсте се креће од скандинавских планина, уз западне обале Велике Британије, према Гибралтару. Нема их у Ирској, Корзици, Сицилији, Сардинији и Грчкој. 

## Изглед
Срне имају складно, витко, лагано и веома покретно тело. Ноге су им витке и дуге, а копита црна. Упркос томе, срне нису издржљиви тркачи. Имају кратак и једва видљив реп. Дужина од њушке до репа износи 130—140 cm. Маса зависи од подручја на којем бораве, хране, годишњих доба, физиолошког стања и пола (женке су 5—10% лакше у односу на мужјаке). Маса обично износи око 25 kg, али може достићи и 40 kg. 
Срна се креће ходом, касом и скоком, а одличан је пливач. Летња длака је рђастоцрвена, а зимска кестењастосива. Задњица јој је обрасла белом длаком, која је лети мање уочљива него зими. Лане је смеђе, са белим пегама до првог лињања. Срна мења длаку два пута годишње, и то у пролеће и почетком јесени. Време лињања зависи од надморске висине, здравља и доби животиње. За обележавање територије и друге облике мирисне комуникације служе се кожним жлездама. Оне се налазе између папака задњих ногу, а испод скочног зглоба са спољашње стране су смештене жлезде лојнице, које такође остављају мирис на вегетацији о коју се животиња очеше. Срндаћ има и чеону жлезду, која му служи за означавање граница подручја. Од чула срна има изврсно развијен слух, мирис и укус. Вид је слабо развијен јер је њено око астигматично па види само веће предмете и то нејасно, а најбоље опажа кретање.

## Понашање
По начину живота и понашању, срна је претежно дневна животиња и највише се креће поподне и у вечерње сате. Током дана узима храну у 8—11 интервала. Просечан животни век јединке износи 13—15, а понекад 17—18 година. 
Понашање срне спада у тзв. дистанцијални тип, јер избегава живот у већим социјалним формацијама. До касне јесени се удружује у крда и у њима остаје све до пролећа. То удруживање је нагонско и оправдано је утицајем негативних спољашњих фактора. У крду влада унутрашња организација, која га одржава на окупу и пружа осећај сигурности. Вођа крда је по правилу срна мајка, која води ланад. Тек пред сам пород срна прекида везу са прошлогодишњом ланади. По броју чланова и породичној структури разликује се породично, проширено породично и нагомилано крдо. Најтрајније је породично крдо које има развијене односе између јединки, јер се ради о члановима једне фамилије (срна — ланад). 
У зависности од степена бонитета станишта, радијус кретања срне износи од 1 до 10 km. Осим тога, код срне као зоолошке породице је изражен селидбени нагон, али је различитог интензитета код појединих врста. Код сибирске срне је најизраженији и износи неколико стотина километара. Код европске срне тај нагон је знатно слабији, а израженији је код планинских срна због неповољнијих услова станишта. 

## Размножавање
Јединке се паре у другој половини јула и првој половини августа, а понекад и касније. Код срна које се паре касније не долази до прекида развоја заметка тј. пород се одвија истовремено са онима које су биле у ембриотенцији. Срндаћ прати срну која је у терању и то траје 4 дана, а потом је напушта и тражи другу. На тај начин, он оплоди 4—5 срна. 
Првороткиње доносе на свет једно, а касније најчешће два ланета.